# John Loftus (2e marquis d'Ely)
John Loftus (15 février 1770-26 septembre 1845) est un pair dans les pairies irlandaise et britannique. 

## Biographie
Il est le fils de Charles Loftus (1er marquis d'Ely) et Jane Myhill. Il siège à la Chambre des communes irlandaise pour le comté de Wexford de 1790 jusqu'à l'Acte d'Union en 1801. Il représente ensuite le comté de Wexford au Parlement du Royaume-Uni jusqu'en 1806, date à laquelle il succède à son père comme 2e marquis d'Ely et 2e baron Loftus. Il est Lord Lieutenant de Wexford à partir de 1805 et Custos Rotulorum du comté de Wexford à partir de 1824. 
Le 3 novembre 1807, il est nommé chevalier de l'Ordre de Saint-Patrick . De 1800 à 1806, il est Lord du Trésor pour l'Irlande. 

## Famille

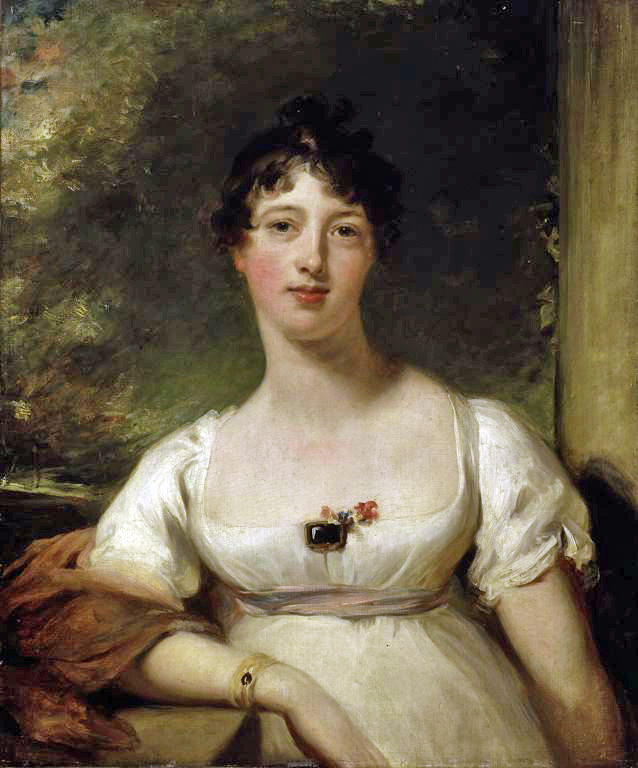
Anna Maria Dashwood par Sir Thomas Lawrence, v. 1805

Il épouse Anna Maria, la fille de Sir Henry Dashwood (3e baronnet), le 22 mai 1810 à St George's Hanover Square  et avec elle, il a cinq fils et quatre filles  dont le joueur de cricket Lord Henry Loftus et Augustus Loftus.